# 253 a.C.

## Eventos
- Cneu Servílio Cepião e Caio Semprônio Bleso, cônsules romanos[1].
- Décimo segundo ano da Primeira guerra púnica - Os romanos organizam vários raides a cidades cartaginenses em África. Depois de um sucesso moderado, regressam a casa e a frota é novamente destruída pelas condições meteorológicas.[2]

## Política
- Censores romanos: Décimo Júnio Pera renunciou ao cargo depois da morte de seu colega, Lúcio Postúmio Megelo, que também era pretor, no cargo.[1]